# Ogrodzieniec
Ogrodzieniec é um município da Polônia, na voivodia da Silésia e no condado de Zawiercie. Estende-se por uma área de 28,56 km², com 4 302 habitantes, segundo os censos de 2016, com uma densidade de 150,6 hab/km².